# Hornera lasarevi
Hornera lasarevi is een mosdiertjessoort uit de familie van de Horneridae. De wetenschappelijke naam van de soort is voor het eerst geldig gepubliceerd in 1968 door Androsova.